# 583972 Rybnikov
583972 Rybnikov è un asteroide della fascia principale esterna. Scoperto nel 2011, presenta un'orbita caratterizzata da un semiasse maggiore pari a 3,109233 UA e da un'eccentricità di 0,231743, inclinata di 16,981536° rispetto all'eclittica.
È dedicato a Alexey Lvovich Rybnikov, compositore russo.